# علی قریب
علی قریب یا علی خویشاوند، مشهور به حاجب بزرگ، از شخصیت‌های برجسته و ارکان مهم دربار در دورهٔ سلطان محمود غزنوی بود. پس از مرگ سلطان محمود در سال ۴۲۱ ه‍. ق، او محمد، پسر کوچک محمود را در غزنین به تخت سلطنت نشاند. هنگامی که خبر رسید مسعود، برادر بزرگ‌تر محمد، از اصفهان و ری به سوی غزنین حرکت کرده تا حکومت را به دست گیرد، علی قریب بزرگان و رجال دربار را به حمایت از مسعود فراخواند و محمد را از قدرت خلع کرد و در قلعه‌ای به نام کوهتیز در نزدیکی غزنین زندانی نمود. سپس به هرات رفت تا به خدمت مسعود برسد، اما در همان‌جا او و برادرش منکیتراک حاجب را دستگیر کردند و به زندان انداختند. علی قریب در زندان درگذشت.